# Denis Irwin
Joseph Denis Irwin (sinh ngày 31 tháng 10 năm 1965) là một cựu cầu thủ bóng đá chuyên nghiệp và người dẫn chương trình truyền hình thể thao người Ireland.
Khi còn là cầu thủ, ông chơi ở vị trí hậu vệ cánh từ năm 1983 đến năm 2004. Irwin được biết đến nhiều nhất với thời gian dài thi đấu thành công tại Manchester United , nơi ông khẳng định mình là một trong những cầu thủ quan trọng nhất trong đội Manchester United đã giành được nhiều chức vô địch quốc nội. Ông được Alex Ferguson coi là bản hợp đồng vĩ đại nhất từ trước đến nay của ông. Trước đó trong sự nghiệp của mình, ông đã chơi cho Leeds United và sau đó là Oldham Athletic , và kết thúc sự nghiệp của mình với hai năm thi đấu tại Wolverhampton Wanderers , câu lạc bộ mà ông ủng hộ khi còn nhỏ.
Irwin đã khoác áo Đội tuyển bóng đá quốc gia Cộng hòa Ireland 56 lần, ghi 4 bàn và góp mặt cùng đội tuyển lọt vào vòng hai (vòng 16 đội) tại FIFA World Cup 1994 . Irwin là cầu thủ bóng đá người Ireland thành công nhất trong lịch sử, kỷ lục mà ông chia sẻ với cầu thủ đồng hương của Manchester United là Roy Keane , khi đã giành được 19 danh hiệu trong sự nghiệp.

## Cuộc sống ban đầu
Irwin sinh ra và lớn lên ở Cork, County Cork, và được học tại Trường Quốc gia Nam sinh Togher và Coláiste Chríost Rí. Khi còn là một cậu học sinh, ông đã chơi xuất sắc ở cả 2 môn thể thao bóng đá Gaelic và hurling, cũng như chơi ở Croke Park nhiều lần, trong một lần ông đã chọn được người đồng đội tương lai Niall Quinn.

## Sự nghiệp câu lạc bộ

### Khởi đầu sự nghiệp
Irwin bắt đầu sự nghiệp của mình với Leeds United vào năm 1983, có 72 lần ra sân ở Second Division, trước khi chuyển sang Oldham Athletic theo dạng chuyển nhượng tự do vào năm 1986. Ông đã giúp Oldham lọt vào bán kết FA Cup và  trận chung kết của League Cup năm 1990 trước khi ông được chuyển đến Manchester United với mức phí 650.000 bảng Anh.

### Manchester United

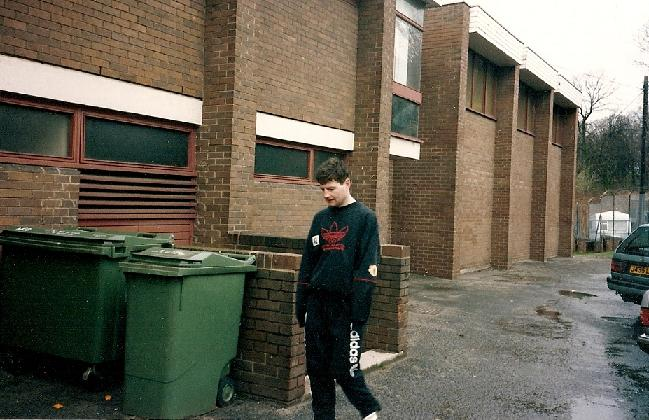
Irwin bên ngoài The Cliff năm 1992

Trong 12 năm ở Old Trafford, ông đã có 296 lần ra sân Premier League và giành được bảy huy chương danh hiệu Premier League, hai huy chương vô địch FA Cup (1994 và 1996), một huy chương vô địch League Cup, một cúp UEFA Champions League và danh hiệu European Cup Winners' Cup. Ông cảm thấy thoải mái khi chơi ở vị trí hậu vệ cánh và là chuyên gia về đá phạt và đá phạt đền, và ngay cả khi đã ngoài ba mươi, ông vẫn là hậu vệ trái được lựa chọn đầu tiên của United thay vì Phil Neville trẻ hơn.
Ông đã ghi tổng cộng 22 bàn thắng cho Manchester United, bao gồm một số quả phạt đền. Trận đầu tiên trong số này diễn ra vào ngày 7 tháng 9 năm 1991 trong chiến thắng 3–0 trên sân nhà trước Norwich City ở First Division.
Những bàn thắng đáng chú ý đến vào ngày 26 tháng 12 năm 1991, khi ông ghi hai bàn trong chiến thắng 6–3 trên sân khách trước câu lạc bộ cũ Oldham Athletic, và bàn thắng muộn trước Southampton vào tháng 5 năm 1995 giúp cuộc đua vô địch giải đấu trở nên hấp dẫn cho đến trận đấu cuối cùng.
Irwin đã được trao giải thưởng trận đấu chứng thực cho Manchester United - khi thi đấu vào ngày 16 tháng 8 năm 2000 với Manchester City tại Old Trafford. Mặc dù trận chứng thực nảy chỉ là một trận đấu giao hữu, do trận đấu diễn ra giữa các đối thủ cùng địa phương nên đây là một vấn đề về thể lực. Irwin bị chấn thương rời sân ở phút 37 sau một pha truy cản không tốt của tiền đạo Man City George Weah.
Irwin xuất hiện lần cuối cùng cho Manchester United tại Old Trafford trước Charlton Athletic vào ngày cuối cùng của mùa giải Giải bóng đá Ngoại hạng Anh 2001-02 (11 tháng 5 năm 2002), kết thúc với trận hòa 0– 0. Trong lần xuất hiện cuối cùng với tư cách là cầu thủ của Manchester United, Alex Ferguson đã trao cho anh chiếc băng đội trưởng.

### Wolverhampton Wanderers
Irwin gia nhập Wolverhampton Wanderers theo dạng chuyển nhượng tự do sau mùa giải 2001–02, tình cờ khi tham gia câu lạc bộ Black Country cùng lúc với đồng đội cũ ở Manchester United Paul Ince khiến ông quyết định việc chuyển đến câu lạc bộ West Midlands, trước đây Ince từng thi đấu tại Middlesbrough. Irwin ghi hai bàn trong mùa giải đầu tiên ở Wolves, vào lưới Burnley và Grimsby.
Sau khi Wolves giành quyền thăng hạng Premier League vào năm 2003, Irwin đã được những người hâm mộ Manchester United hoan nghênh khi anh bước vào sân Old Trafford thi đấu cho một trận đấu đầu mùa giải mà United đã thắng 1–0.
Wolves bị xuống hạng vào cuối mùa giải 2003–04 và Irwin 38 tuổi sau đó tuyên bố giải nghệ.

## Sự nghiệp quốc tế
Irwin đã chơi cho U-19 Cộng hòa Ireland để đủ điều kiện tham dự Giải vô địch U18 châu Âu năm 1983 và Giải vô địch U18 châu Âu năm 1984. Ông đã ra sân 56 lần cho Cộng hòa Ireland từ năm 1990 đến 1999, và ghi được bốn bàn thắng. Lần xuất hiện đầu tiên của ông là vào ngày 12 tháng 9 năm 1990 (ngay sau khi anh ấy chuyển đến Manchester United), khi ông giúp họ đánh bại Maroc 1–0 trong trận giao hữu tại Dalymount Park. Ông ra mắt thi đấu quốc tế vào ngày 17 tháng 10 năm 1990, khi đội tuyển quốc gia bắt đầu cho chiến dịch vòng loại UEFA Euro 1992 với chiến thắng 5–0 trước Thổ Nhĩ Kỳ tại Lansdowne Road . Ông ghi bàn thắng quốc tế đầu tiên vào ngày 29 tháng 4 năm 1992 trong trận giao hữu với Hoa Kỳ tại Lansdowne Road. Lần xuất hiện quốc tế cuối cùng của ông là vào ngày 17 tháng 11 năm 1999, ở tuổi 34, khi Cộng hòa Ireland thua Thổ Nhĩ Kỳ trong trận lượt về vòng play-off UEFA Euro 2000 ở Bursa.
Irwin có trận đấu quốc tế duy nhất cho Cộng hòa Ireland tại FIFA World Cup 1994 ở Hoa Kỳ. Ông xuất phát ở vị trí hậu vệ phải trong hai trận đấu vòng bảng đầu tiên của đội; thất bại 0-1 trước Ý và thua 1-2 trước Mexico. Sau đó, ông bị treo giò trong trận đấu cuối cùng vòng bảng của Cộng hòa Ireland (hòa 0–0 trước Na Uy) và là cầu thủ dự bị không được sử dụng trong trận thua 0–2 trước Hà Lan  ở Vòng 16.

## Sự nghiệp truyền thông
Từ năm 2004, Irwin đã làm người dẫn chương trình trên MUTV. Irwin đã tham gia đưa tin về một số giải đấu bóng đá trên RTÉ. Ông cũng là người phụ trách chuyên mục của tờ báo Sunday World của Ireland. Ông đã đóng góp cho RTÉ Sport đưa tin về FIFA World Cup 2010.

## Thống kê sự nghiệp

### Câu lạc bộ
| Câu lạc bộ              | Mùa giải            | Giải đấu            | Giải đấu | Giải đấu  | FA Cup  | FA Cup    | League Cup | League Cup | Châu Âu | Châu Âu   | Khác    | Khác      | Tổng cộng | Tổng cộng |
| Câu lạc bộ              | Mùa giải            | Giải đấu            | Số trận  | Bàn thắng | Số trận | Bàn thắng | Số trận    | Bàn thắng  | Số trận | Bàn thắng | Số trận | Bàn thắng | Số trận   | Bàn thắng |
| ----------------------- | ------------------- | ------------------- | -------- | --------- | ------- | --------- | ---------- | ---------- | ------- | --------- | ------- | --------- | --------- | --------- |
| Leeds United            | 1983–84             | Second Division     | 12       | 0         | 1       | 0         | 0          | 0          | —       | —         | —       | —         | 13        | 0         |
| Leeds United            | 1984–85             | Second Division     | 41       | 1         | 1       | 0         | 3          | 0          | —       | —         | —       | —         | 45        | 1         |
| Leeds United            | 1985–86             | Second Division     | 19       | 0         | 1       | 0         | 2          | 0          | —       | —         | 2       | 0         | 24        | 0         |
| Leeds United            | Total               | Total               | 72       | 1         | 3       | 0         | 5          | 0          | —       | —         | 2       | 0         | 82        | 1         |
| Oldham Athletic         | 1986–87             | Second Division     | 41       | 1         | 2       | 0         | 3          | 0          | —       | —         | 3       | 0         | 49        | 1         |
| Oldham Athletic         | 1987–88             | Second Division     | 43       | 0         | 1       | 0         | 5          | 3          | —       | —         | 0       | 0         | 49        | 3         |
| Oldham Athletic         | 1988–89             | Second Division     | 41       | 2         | 1       | 0         | 3          | 0          | —       | —         | 1       | 0         | 46        | 2         |
| Oldham Athletic         | 1989–90             | Second Division     | 42       | 1         | 9       | 0         | 8          | 0          | —       | —         | 1       | 0         | 60        | 1         |
| Oldham Athletic         | Total               | Total               | 167      | 4         | 13      | 0         | 19         | 3          | 0       | 0         | 5       | 0         | 204       | 7         |
| Manchester United       | 1990–91             | First Division      | 34       | 0         | 3       | 0         | 8          | 0          | 6       | 0         | 1       | 0         | 52        | 0         |
| Manchester United       | 1991–92             | First Division      | 38       | 4         | 3       | 0         | 7          | 0          | 2       | 0         | 1       | 0         | 51        | 4         |
| Manchester United       | 1992–93             | Premier League      | 40       | 5         | 3       | 0         | 3          | 0          | 2       | 0         | —       | —         | 48        | 5         |
| Manchester United       | 1993–94             | Premier League      | 42       | 2         | 7       | 2         | 9          | 0          | 3       | 0         | 1       | 0         | 62        | 4         |
| Manchester United       | 1994–95             | Premier League      | 40       | 2         | 7       | 4         | 2          | 0          | 5       | 0         | 0       | 0         | 54        | 6         |
| Manchester United       | 1995–96             | Premier League      | 31       | 1         | 6       | 0         | 1          | 0          | 1       | 0         | —       | —         | 39        | 1         |
| Manchester United       | 1996–97             | Premier League      | 31       | 1         | 3       | 0         | 0          | 0          | 8       | 0         | 1       | 0         | 43        | 1         |
| Manchester United       | 1997–98             | Premier League      | 25       | 2         | 4       | 0         | 1          | 0          | 6       | 2         | 1       | 0         | 37        | 4         |
| Manchester United       | 1998–99             | Premier League      | 29       | 2         | 6       | 1         | 0          | 0          | 12      | 0         | 1       | 0         | 48        | 3         |
| Manchester United       | 1999–2000           | Premier League      | 25       | 3         | —       | —         | 0          | 0          | 13      | 0         | 4       | 0         | 42        | 3         |
| Manchester United       | 2000–01             | Premier League      | 21       | 0         | 1       | 0         | 0          | 0          | 7       | 2         | 1       | 0         | 30        | 2         |
| Manchester United       | 2001–02             | Premier League      | 12       | 0         | 0       | 0         | 0          | 0          | 10      | 0         | 1       | 0         | 23        | 0         |
| Manchester United       | Total               | Total               | 368      | 22        | 43      | 7         | 31         | 0          | 75      | 4         | 12      | 0         | 529       | 33        |
| Wolverhampton Wanderers | 2002–03             | First Division      | 43       | 2         | 4       | 0         | 2          | 0          | —       | —         | 3       | 0         | 52        | 2         |
| Wolverhampton Wanderers | 2003–04             | Premier League      | 32       | 0         | 1       | 0         | 0          | 0          | —       | —         | —       | —         | 33        | 0         |
| Wolverhampton Wanderers | Tổng cộng           | Tổng cộng           | 75       | 2         | 5       | 0         | 2          | 0          | —       | —         | 3       | 0         | 85        | 2         |
| Tổng cộng sự nghiệp     | Tổng cộng sự nghiệp | Tổng cộng sự nghiệp | 682      | 29        | 64      | 7         | 57         | 3          | 75      | 4         | 22      | 0         | 900       | 43        |

1. 1 2 3  Số trận ở Full Members' Cup
2. ↑  Một trận ở Full Members' Cup, hai trận ở Second Division play-offs
3. 1 2  Số trận ở European Cup Winners' Cup
4. 1 2 3 4 5 6 7  Số trận ở FA Charity Shield
5. ↑  Số trận ở European Super Cup
6. 1 2  Số trận ở UEFA Cup
7. 1 2 3 4 5 6 7 8  Số trận ở UEFA Champions League
8. ↑  Một trận ở FA Charity Shield, một trận ở Intercontinental Cup, hai trận ở FIFA Club World Championship
9. ↑  Số trận ở First Division play-offs

### Quốc tế
| Đội tuyển quốc gia | Năm       | Số trận | Bàn thắng |
| ------------------ | --------- | ------- | --------- |
| Cộng hòa Ireland   | 1990      | 2       | 0         |
| Cộng hòa Ireland   | 1991      | 6       | 0         |
| Cộng hòa Ireland   | 1992      | 8       | 1         |
| Cộng hòa Ireland   | 1993      | 8       | 0         |
| Cộng hòa Ireland   | 1994      | 7       | 0         |
| Cộng hòa Ireland   | 1995      | 8       | 0         |
| Cộng hòa Ireland   | 1996      | 4       | 0         |
| Cộng hòa Ireland   | 1997      | 4       | 1         |
| Cộng hòa Ireland   | 1998      | 3       | 1         |
| Cộng hòa Ireland   | 1999      | 6       | 1         |
| Tổng cộng          | Tổng cộng | 56      | 4         |

Tỷ số của Cộng hòa Ireland được liệt kê đầu tiên, cột tỷ số biểu thị tỷ số sau mỗi bàn thắng của Irwin
| Số thứ tự | Ngày             | Sân thi đấu                     | Số phút | Đối thủ  | Tỷ số | Kết quả | Giải đấu                          | Ref.   |
| --------- | ---------------- | ------------------------------- | ------- | -------- | ----- | ------- | --------------------------------- | ------ |
| 1         | 29 April 1992    | Lansdowne Road, Dublin, Ireland | 10      | Hoa Kỳ   | 2–0   | 4–1     | Friendly                          | [ 26 ] |
| 2         | 29 October 1997  | Lansdowne Road, Dublin, Ireland | 47      | Bỉ       | 1–0   | 1–1     | 1998 FIFA World Cup qualification | [ 27 ] |
| 3         | 5 September 1998 | Lansdowne Road, Dublin, Ireland | 49      | Croatia  | 1–0   | 2–0     | UEFA Euro 2000 qualifying         | [ 28 ] |
| 4         | 10 February 1999 | Lansdowne Road, Dublin, Ireland | 51      | Paraguay | 1–0   | 2–0     | Friendly                          | [ 29 ] |

## Danh hiệu
Oldham Athletic
- Football League Cup á quân: 1989–90[30]

Manchester United
- Premier League: 1992-93, 1993-94, 1995-96, 1996-97, 1998-99, 1999-2000, 2000-01[31]
- FA Cup: 1993–94,[32] 1995–96,[33] 1998–99;[34] á quân: 1994–95[35]
- Football League Cup: 1991–92;[36] á quân: 1990–91,[37] 1993–94[38]
- FA Charity Shield: 1990 (đồng đoạt cúp),[39] 1993,[40] 1996,[41] 1997[42]
- UEFA Champions League: 1998–99[43]
- European Cup Winners' Cup: 1990–91[44]
- European Super Cup: 1991[45]
- Intercontinental Cup: 1999[46]

Wolverhampton Wanderers
- Football League First Division play-offs: 2003[47]